# Asparagus turkestanicus
Asparagus turkestanicus är en sparrisväxtart som beskrevs av Mikhail Grigoríevič Popov. Asparagus turkestanicus ingår i släktet sparrisar, och familjen sparrisväxter. Inga underarter finns listade i Catalogue of Life.